# José Altafini
José João Altafini, appelé plus couramment José Altafini et surnommé Mazzola (ne pas confondre avec Sandro Mazzola) ou encore Coniglio, né le 24 juillet 1938 à Piracicaba dans l'État de São Paulo au Brésil, est un footballeur international italo-brésilien (oriundo), qui évoluait au poste d'attaquant.
Il a principalement joué pour les clubs du Milan AC, du Napoli, du Palmeiras et de la Juventus. C'est le quatrième meilleur buteur de tous les temps du Championnat d'Italie.
Il a fait partie de l'équipe du Brésil qui a remporté la Coupe du monde de football de 1958 et par la suite, il a intégré l'équipe d'Italie.

## Biographie

### Carrière en club
Altafini a joué avec des clubs brésiliens, dont Palmeiras avant de rejoindre le Milan AC qui avait détecté son talent lors de la Coupe du monde de football de 1958.
Lors de sa première saison avec le Milan AC, il a marqué 28 buts en 32 matchs, puis 22 buts en 33 matchs la saison suivante. Il a été meilleur buteur du Calcio en 1962.
Avec le Milan AC, Altafini a remporté deux « scudetti » (Championnat d'Italie) et une Ligue des champions en 1963, appelée alors Coupe d'Europe des clubs Champions, il est alors le recordman de buts marqués dans cette compétition avec 14 réalisations dont les deux buts en finale contre Benfica. Il a perdu par 1 à 0 à Rio de Janeiro la coupe intercontinentale contre le Santos FC de Pelé, au match d'appui car les deux équipes avaient chacune gagné les rencontres aller retour par 4 à 2 à l'aller à Milan puis au retour à São Paulo.
Il a disputé 205 matchs et marqué 120 buts avec le Milan AC, puis 180 matchs et 71 buts marqués pour l'équipe de Naples.
Altafini a ensuite gagné deux autres « scudetti » avec la Juventus mais aucun titre européen, bien qu'ayant disputé la finale de la coupe d'Europe des clubs Champions 1973 contre l'Ajax d'Amsterdam. En bianconero, il dispute son premier match en Coppa Italia le 30 août 1972 lors d'une victoire 1-0 contre Novare. Lors de ses quatre saisons avec la Juve il a marqué successivement 12, 13, 10 et 2 buts (dont 25 buts en 74 matchs de Serie A). Son dernier match avec la Vieille Dame lui, a lieu le 16 mai 1976 lors d'une défaite 1-0 contre Pérouse.
Au total, il a marqué 216 buts pendant 459 rencontres de Série A en Italie. Il est le quatrième meilleur buteur de tous les temps du Championnat d'Italie à égalité avec Giuseppe Meazza.

### Carrière en équipe nationale
Il a participé à la phase finale de la Coupe du monde de football de 1958 (trois matchs disputés et deux buts marqués) et remporté la coupe du monde avec l'équipe du Brésil. Altafini n'était pas titulaire pendant la demi-finale contre la France et la finale face à la Suède, la concurrence avec Pelé était rude qui lui a pris sa place à partir de Brésil-URSS, après à une blessure survenue durant Brésil-Angleterre. Les deux joueurs ont tout de même joué ensemble le quart de finale contre le Pays de Galles (dernière sélection de Altafini pour le Brésil).
Il était surnommé « Mazzola » avec l'équipe du Brésil pour sa ressemblance physique avec l'ancien attaquant du Grande Torino, Valentino Mazzola.
Sous le maillot de l'équipe d'Italie, il a participé à la Coupe du monde de football de 1962 (cinq buts marqués en six matchs disputés).

## Clubs
- 1954 - 1956 : XV de Piracicaba ( Brésil)
- 1956 - 1958 : SE Palmeiras ( Brésil)
- 1958 - 1965 : Milan AC ( Italie)
- 1965 - 1972 : SSC Naples ( Italie)
- 1972 - 1976 : Juventus FC ( Italie)
- 1976 - 1977 : FC Chiasso ( Suisse)
- 1977 - 1978 : FC Mendrisio Star ( Suisse)

## Palmarès

### En club
| AC Milan - Championnat d'Italie (2) : - Champion : 1958-59 et 1961-62. - Vice-champion : 1960-61. - Meilleur buteur : 1961-62 (22 buts). - Coupe d'Italie : - Meilleur buteur : 1960-61 (4 buts). - Coupe des clubs champions (1) : - Vainqueur : 1962-63. - Meilleur buteur : 1962-63 (14 buts). |  | Naples - Coupe des Alpes (1) : - Vainqueur : 1966. |  | Juventus - Championnat d'Italie (2) : - Champion : 1972-73 et 1974-75. - Vice-champion : 1973-74 et 1975-76. - Coupe d'Italie : - Finaliste : 1972-73. - Coupe des clubs champions : - Finaliste : 1972-73. - Coupe intercontinentale : - Finaliste : 1973. |

### En sélection

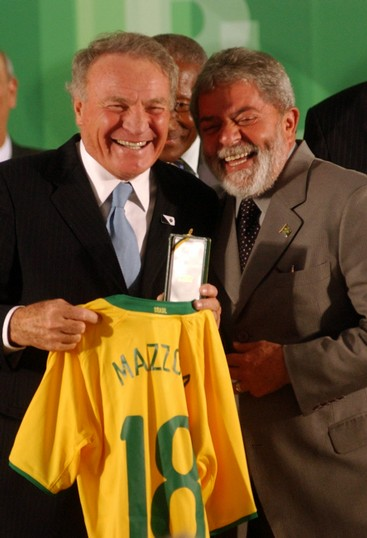
José Altafini en 2008, avec le président Lulla, lors du 50e anniversaire de la Coupe du monde 1958.

Brésil
- Coupe du monde (1) :
  - Vainqueur : 1958.